# Viento Sur (Chile)
Viento Sur (VS) fue un partido político chileno de ideología nacionalista y regionalista, partidario de la dictadura militar de Augusto Pinochet, existente entre 1980 y 1987. Su ámbito de acción se concentró en las regiones del sur del país, particularmente en La Araucanía.

## Historia
El 12 de octubre de 1980, en la ciudad de Pucón, Eduardo Díaz Herrera y antiguos colaboradores del Frente Nacionalista Patria y Libertad como Roberto Thieme, formaron el Movimiento Nacionalista Popular. Este se definía como "nacionalista, popular y cristiano". Dicho movimiento fue acusado de armar un intento de golpe de Estado en octubre de 1982, tras lo cual Thieme huyó a Argentina.
El 3 de septiembre de 1983, en un acto realizado en Valdivia, se incorporan al MNP dirigentes gremiales de la agricultura a la cabeza de Carlos Podlech Michaud, presidente de la Asociación Nacional de Productores de Trigo, para formar el Movimiento Socialista Democrático del Sur, conocido además como Viento Sur. Podlech ocupó la presidencia del movimiento, mientras que Díaz Herrera la Secretaría General.
Viento Sur se definía como socialista democrático, regionalista y ecologista. Sus líderes se declararon contrarios al neoliberalismo promovido por el Régimen, razón por la cual Podlech fue expulsado del país hacia Río de Janeiro y Díaz Herrera fue relegado a Putre. A consecuencia de ello, fue clausurada Radio La Frontera, la cual era dirigida por este último.
Las discrepancias entre Podlech y Díaz Herrera no tardaron en dividir al movimiento: mientras el primero buscaba acercarlo a posiciones socialistas democráticas –sobre todo hacia la figura de Gustavo Leigh–, el segundo mantuvo su lealtad a Pinochet, particularmente hacia el nacionalismo. Podlech se retiró de VS para formar parte del refundado Partido Nacional.
Díaz Herrera y sus seguidores reestructuraron VS en el Movimiento Regionalista de la Araucanía. Posteriormente, en los primeros meses de 1987, iniciaron los trámites para constituirse legalmente como partido, bajo la denominación de Partido del Sur.